# 袁芳瑛
袁芳瑛（？—1859年），字漱六，湖南湘潭人。清朝中期官员，藏书家。:41

## 生平
袁芳瑛为道光二十五年（1845年）进士，选翰林院庶吉士，散馆授编修。:41袁芳瑛酷爱读书、藏书，在翰苑十年间，在内府抄书，孜孜以求。:41咸丰六年（1856年）出任江苏松江府知府。:41咸丰八年底（1859年）卒于任内。

## 家族
子榆生，娶曾国藩女。榆生为纨绔子弟，好赌博，袁芳瑛身后藏书多散于其手。:41